# Xplanet

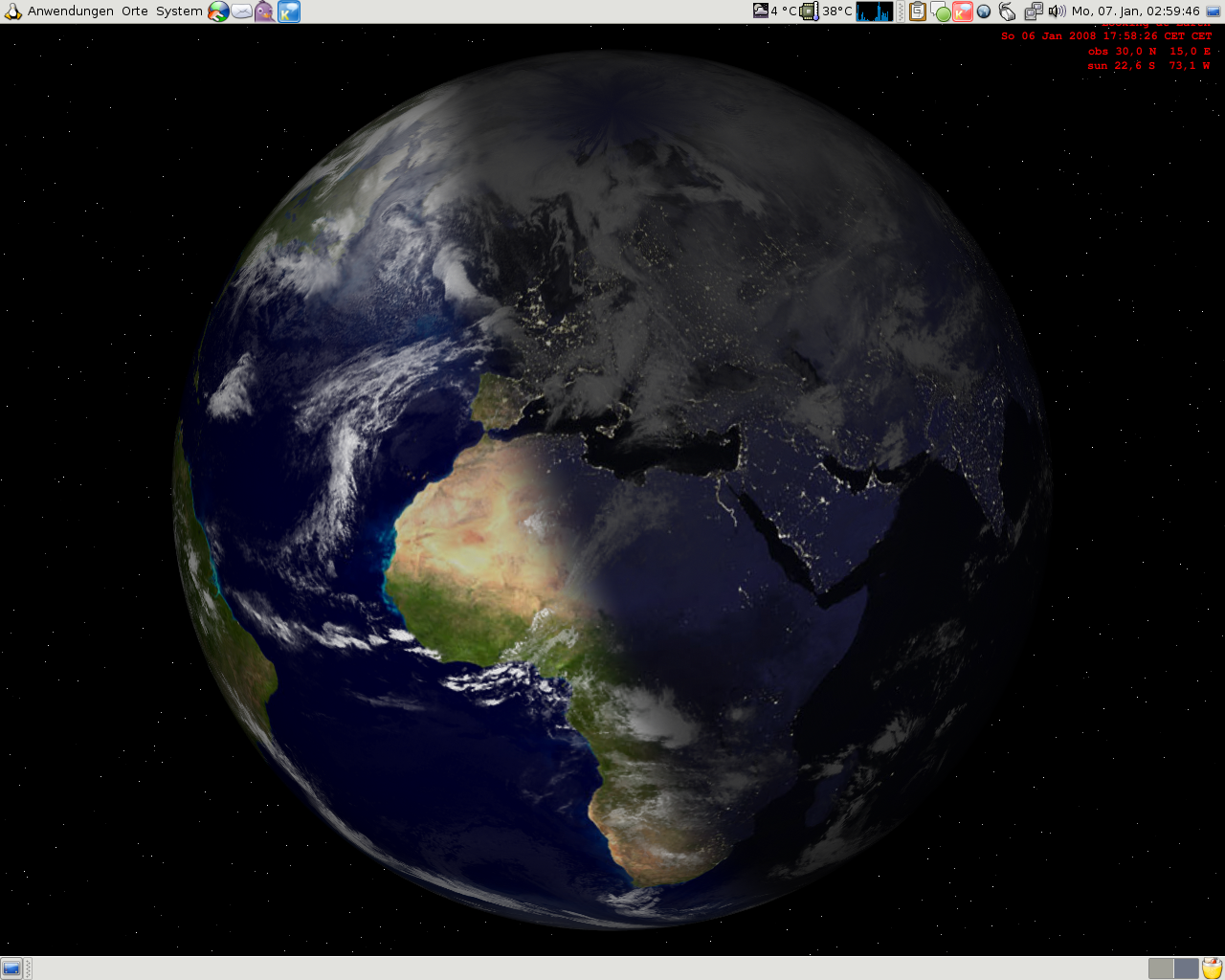
Xplanet im Einsatz: Das Hintergrundbild wird mit Xplanet bei jedem Start neu generiert – die Erde dreht sich.

Xplanet ist ein freies Rendering-Programm, um verschiedenste Ansichten der Planeten wie auch des Sonnensystems zu erzeugen. Es ist aus einer älteren Unix-Anwendung namens xearth hervorgegangen. Ursprünglich war es dazu gedacht, verschiedene Ansichten der Erde, inklusive Tag-/Nacht-Seite ergänzt mit aktuellen Wolken, als Hintergrundbild des Desktop (bei X-Systemen (Unix, Linux) des X Window-Rootfensters) darzustellen.
Es ist unter der Lizenz GNU GPL lizenziert.

## Kartographische Darstellung
Mittels Xplanet können Projektionen jedes Planeten des Sonnensystems (normalerweise der Erde) hergestellt werden.  Als Beispiele sind hier Mollweide-Projektion (die Erde als Ganzes), Mercator-Projektion (die Erde in rechteckiger Form) oder Orthographische Projektion (Draufsicht) zu nennen.
Dem Programm können Daten vorgegeben sowie eigene Oberflächen für die Planeten verwendet werden. Auch Wolken sind möglich.
Für die Darstellung der Erde wird äquidistant-rechteckiges Bildmaterial benutzt (Breite-Länge-Verhältnis 1:2), das den Bildmittelpunkt bei 0 Grad Länge/Breite hat. Ergänzend können Nacht-, Reflexions-, Erhebungs-(Relief-) und Wolkenbilder eingebunden werden.

## Planetarische Ansichten
Xplanet kann dazu benutzt werden, generelle Ansichten des Sonnensystems, wie zum Beispiel den Blick vom Mond auf die Erde, für einen bestimmten Zeitpunkt zu berechnen. In aktuellen Versionen können Sonnenfinsternisse oder die Schatten der Jupitermonde auf dem Planeten dargestellt werden. Auch die Auswahl von anderen Satelliten wie die Internationale Weltraumstation ISS, das Space Shuttle oder die Wettersatelliten der NOAA-Serie, als Beobachterstandpunkt ist möglich.

## Technisch
Xplanet läuft unter den Betriebssystemen Unix, Linux, Windows, und Mac OS X. Das erzeugte Bild kann als Bildschirmhintergrund verwendet oder auch zusammen mit detaillierten Positionsbeschreibungen der dargestellten Objekte gespeichert werden.
Die Konfiguration findet über die Modifikation von Textdateien statt.
Für Windows existiert eine kleine grafische Benutzeroberfläche GUI namens winXPlanetBG, um die Konfiguration und das Herunterladen der aktuellen Wolkenbilder zu vereinfachen. OSXplanet ist die GUI für Mac OS X, für Linux gibt es eine GUI mit dem Namen xplanetFX.
Die Genauigkeit der Ausgaben kann durch die Verwendung von aktuellen Ephemeridendaten erhöht werden.
Um Xplanet herum sind verschiedene Hilfsmittel entstanden, um zusätzliche Informationen darstellen zu können.